# Liga Mexicana del Pacífico 2022-23
La Temporada 2022-23 de la Liga Mexicana del Pacífico fue la 65.ª edición, dio inicio el 11 de octubre de 2022 con la visita de los Águilas de Mexicali a los Sultanes de Monterrey, los Algodoneros de Guasave visitaron a los Tomateros de Culiacán, mientras que los Venados de Mazatlán visitaron a los Charros de Jalisco. El resto de los juegos inaugurales se realizó el 12 y 13 de octubre, dando inicio al rol regular el 14 de octubre.
La primera vuelta terminó  el 20 de noviembre y la segunda vuelta finalizó el 29 de diciembre de 2022.
El campeón de esta temporada fueron los Cañeros de Los Mochis, quienes rompieron una sequía de 20 años de no poder levantar el título, venciendo 4 juegos a 2 a los Algodoneros de Guasave.

## Sistema de competencia

### Temporada regular
La temporada regular se divide en dos vueltas, para totalizar 68 partidos para cada uno de los 10 equipos. 
La primera vuelta está integrada de 35 juegos y la segunda de 33 juegos para cada club. Al término de cada vuelta, se asigna a cada equipo una puntuación conforme a la posición que ocuparon en el standing, bajo el siguiente esquema:
- Primera posición: 10 puntos
- Segunda: 9 puntos
- Tercera: 8 puntos
- Cuarta: 7 puntos
- Quinta: 6 puntos
- Sexta: 5,5 puntos
- Séptima: 5 puntos
- Octava: 4,5 puntos
- Novena: 4 puntos
- Décima: 3,5 puntos

Al concluir el rol regular, se realiza un "Standing de Puntos" donde clasificarán  los 8 equipos que hayan sumado más puntos considerando las dos mitades. En los casos de empate en puntos, se aplican los siguientes criterios para desempate:
1. Mayor porcentaje de juegos ganados y perdidos entre los equipos empatados.
2. Dominio entre los clubes empatados.

Con el fin de transparentar totalmente el criterio del dominio, se precisa lo siguiente:
a) Que cuando dos equipos queden empatados en juegos ganados y perdidos, la mayor puntuación se otorgará al equipo que le haya ganado más juegos al rival.
b) Cuando tres o más equipos quedasen empatados en el porcentaje de juegos ganados y perdidos, la regla del dominio solo procederá si uno de los equipos empatados tiene dominio sobre la totalidad de los otros equipos.
c) Esta regla no procederá cuando habiendo empatados en juegos ganados y perdidos tres o más equipos el dominio haya sido alterno.
3.º-  Mayor porcentaje de “run-average” general de los equipos involucrados (TCA*100 / TCR).
4.º-  Sorteo.

### Play-off
Se enfrentarán el 1.º vs el 8.º , el 2.º vs el 7.º , el 3.º vs. el 6.º y el 4.º vs. el 5.º Lugares del Standing General de puntos, en una serie de 7 juegos a ganar 4, iniciándose la serie en casa de los ocupantes del 1.º ,  2.º , 3.º y 4.º lugares, bajo el sistema de 2 – 3 – 2 (casa-gira-casa).

### Semifinal
Una vez definidos los 4 equipos que jugarán la semifinal se cancela el sistema de puntuación de las dos vueltas.
La series semifinales serán también a ganar 4 de 7 juegos posibles, bajo el sistema de 2-3-2, enfrentándose el 1.º vs el 4.º y el 2.º vs el 3.º lugares del Standing General de ganados y perdidos. Las series se iniciarán en casa del 1.º y 2.º Lugares del Standing General de ganados y perdidos.

### Final
Los dos equipos ganadores de la semifinal se enfrentarán por el Campeonato de la LMP en una serie de 7 juegos a ganar 4, bajo el sistema 2-3-2, iniciándose la serie en casa del mejor clasificado del Standing General de ganados y perdidos.

## Equipos participantes
| Liga Mexicana del Pacífico 2022-23 |           |                          |                           |                          |           |
| Equipo                             | Fundación | Mánager                  | Ciudad                    | Estadio                  | Capacidad |
| Águilas de Mexicali                | 1948      | Gil Velázquez            | Mexicali, Baja California | Nido de los Águilas      | 17,000    |
| Algodoneros de Guasave             | 1970      | Oscar Robles             | Guasave, Sinaloa          | Kuroda Park              | 8,000     |
| Cañeros de Los Mochis              | 1947      | José Moreno              | Los Mochis, Sinaloa       | Emilio Ibarra Almada     | 12,000    |
| Charros de Jalisco                 | 1946      | Roberto Vizcarra         | Guadalajara, Jalisco      | Charros                  | 16,500    |
| Mayos de Navojoa                   | 1950      | Matías Carrillo          | Navojoa, Sonora           | Manuel Ciclón Echeverría | 11,500    |
| Naranjeros de Hermosillo           | 1945      | Juan Gabriel Castro      | Hermosillo, Sonora        | Sonora                   | 16,000    |
| Sultanes de Monterrey              | 1939      | Gerardo Álvarez          | Monterrey, Nuevo León     | Monterrey                | 21,906    |
| Tomateros de Culiacán              | 1965      | Benjamín Gil             | Culiacán, Sinaloa         | Tomateros                | 21,000    |
| Venados de Mazatlán                | 1945      | Sergio Omar Gastelúm     | Mazatlán, Sinaloa         | Teodoro Mariscal         | 16,000    |
| Yaquis de Ciudad Obregón           | 1947      | Wilfredo “Willie” Romero | Ciudad Obregón, Sonora    | Yaquis                   | 16,000    |

## Standings
- Actualizado el 30 de diciembre de 2022.[2]

### Primera vuelta
| Equipos                  | JJ | JG | JP | PCT  | JV  | PTS  |
| ------------------------ | -- | -- | -- | ---- | --- | ---- |
| Naranjeros de Hermosillo | 35 | 21 | 14 | .600 | -   | 10.0 |
| Algodoneros de Guasave   | 35 | 20 | 15 | .571 | 1.0 | 9.0  |
| Yaquis de Ciudad Obregón | 35 | 19 | 16 | .543 | 2.0 | 8.0  |
| Cañeros de Los Mochis    | 35 | 19 | 16 | .543 | 2.0 | 7.0  |
| Venados de Mazatlán      | 35 | 19 | 16 | .543 | 2.0 | 6.0  |
| Mayos de Navojoa         | 35 | 16 | 19 | .457 | 5.0 | 5.5  |
| Águilas de Mexicali      | 35 | 16 | 19 | .457 | 5.0 | 5.0  |
| Sultanes de Monterrey    | 35 | 16 | 19 | .457 | 5.0 | 4.5  |
| Charros de Jalisco       | 35 | 15 | 20 | .429 | 6.0 | 4.0  |
| Tomateros de Culiacán    | 35 | 14 | 21 | .400 | 7.0 | 3.5  |

### Segunda vuelta
| Equipos                  | JJ | JG | JP | PCT  | JV   | PTS  |
| ------------------------ | -- | -- | -- | ---- | ---- | ---- |
| Cañeros de Los Mochis    | 33 | 22 | 11 | .667 | -    | 10.0 |
| Naranjeros de Hermosillo | 33 | 22 | 11 | .667 | -    | 9.0  |
| Yaquis de Ciudad Obregón | 33 | 19 | 14 | .576 | 3.0  | 8.0  |
| Sultanes de Monterrey    | 33 | 16 | 17 | .485 | 5.0  | 7.0  |
| Algodoneros de Guasave   | 33 | 16 | 17 | .485 | 5.0  | 6.0  |
| Águilas de Mexicali      | 33 | 15 | 18 | .455 | 7.0  | 5.5  |
| Mayos de Navojoa         | 33 | 15 | 18 | .455 | 7.0  | 5.0  |
| Charros de Jalisco       | 33 | 14 | 19 | .424 | 8.0  | 4.5  |
| Venados de Mazatlán      | 33 | 14 | 19 | .424 | 8.0  | 4.0  |
| Tomateros de Culiacán    | 33 | 12 | 21 | .400 | 10.0 | 3.5  |

### General
| Equipos                  | JJ | JG | JP | PCT  | JV   |
| ------------------------ | -- | -- | -- | ---- | ---- |
| Naranjeros de Hermosillo | 68 | 43 | 25 | .632 | -    |
| Cañeros de Los Mochis    | 68 | 41 | 27 | .603 | 2.0  |
| Yaquis de Ciudad Obregón | 68 | 38 | 30 | .559 | 5.0  |
| Algodoneros de Guasave   | 68 | 36 | 32 | .529 | 7.0  |
| Venados de Mazatlán      | 68 | 33 | 35 | .485 | 10.0 |
| Sultanes de Monterrey    | 68 | 32 | 36 | .471 | 11.0 |
| Águilas de Mexicali      | 68 | 31 | 37 | .456 | 12.0 |
| Mayos de Navojoa         | 68 | 31 | 37 | .456 | 12.0 |
| Charros de Jalisco       | 68 | 29 | 39 | .426 | 14.0 |
| Tomateros de Culiacán    | 68 | 26 | 42 | .382 | 17.0 |

### Puntos
| Equipos                  | 1V   | 2V   | TOTAL |
| ------------------------ | ---- | ---- | ----- |
| Naranjeros de Hermosillo | 10.0 | 9.0  | 19.0  |
| Cañeros de Los Mochis    | 7.0  | 10.0 | 17.0  |
| Yaquis de Ciudad Obregón | 8.0  | 8.0  | 16.0  |
| Algodoneros de Guasave   | 9.0  | 6.0  | 15.0  |
| Sultanes de Monterrey    | 4.5  | 7.0  | 11.5  |
| Águilas de Mexicali      | 5.0  | 5.5  | 10.5  |
| Mayos de Navojoa         | 5.5  | 5.0  | 10.5  |
| Venados de Mazatlán      | 6.0  | 4.0  | 10.0  |
| Charros de Jalisco       | 4.0  | 4.5  | 8.5   |
| Tomateros de Culiacán    | 3.5  | 3.5  | 7.0   |

| Avanza a los playoffs |

## Playoffs
|  | Primer Play Off | Primer Play Off | Primer Play Off |            |   | Semifinales      | Semifinales      | Semifinales      |  |   | Final            | Final            | Final            |  |
|  | 2 - 8 de enero  | 2 - 8 de enero  | 2 - 8 de enero  |            |   | 11 - 18 de enero | 11 - 18 de enero | 11 - 18 de enero |  |   | 21 - 28 de enero | 21 - 28 de enero | 21 - 28 de enero |  |
|  |                 |                 |                 |            |   |                  |                  |                  |  |   |                  |                  |                  |  |
|  |                 |                 |                 |            |   |                  |                  |                  |  |   |                  |                  |                  |  |
|  | 5               | Monterrey       | 3               |            |   |                  |                  |                  |  |   |                  |                  |                  |  |
|  | 5               | Monterrey       | 3               |            |   |                  |                  |                  |  |   |                  |                  |                  |  |
|  | 4               | Guasave         | 4               |            |   |                  |                  |                  |  |   |                  |                  |                  |  |
|  | 4               | Guasave         | 4               |            | 4 | Guasave          | 4                |                  |  |   |                  |                  |                  |  |
|  |                 |                 |                 |            | 4 | Guasave          | 4                |                  |  |   |                  |                  |                  |  |
|  |                 |                 | 1               | Hermosillo | 2 |                  |                  |                  |  |   |                  |                  |                  |  |
|  | 8               | Mazatlán        | 1               | Hermosillo | 2 | 2                |                  |                  |  |   |                  |                  |                  |  |
|  | 8               | Mazatlán        |                 |            |   |                  |                  |                  |  |   |                  |                  |                  |  |
|  | 1               | Hermosillo      | 4               |            |   |                  |                  |                  |  |   |                  |                  |                  |  |
|  | 1               | Hermosillo      | 4               |            |   |                  |                  |                  |  | 4 | Guasave          | 2                |                  |  |
|  |                 |                 |                 |            |   |                  |                  |                  |  | 4 | Guasave          | 2                |                  |  |
|  |                 |                 | 2               | Los Mochis | 4 |                  |                  |                  |  |   |                  |                  |                  |  |
|  | 6               | Mexicali        | 2               | Los Mochis | 4 | 3                |                  |                  |  |   |                  |                  |                  |  |
|  | 6               | Mexicali        |                 |            |   |                  |                  |                  |  |   |                  |                  |                  |  |
|  | 3               | Ciudad Obregón  | 4               |            |   |                  |                  |                  |  |   |                  |                  |                  |  |
|  | 3               | Ciudad Obregón  | 4               |            | 3 | Ciudad Obregón   | 2                |                  |  |   |                  |                  |                  |  |
|  |                 |                 |                 |            | 3 | Ciudad Obregón   | 2                |                  |  |   |                  |                  |                  |  |
|  |                 |                 | 2               | Los Mochis | 4 |                  |                  |                  |  |   |                  |                  |                  |  |
|  | 7               | Navojoa         | 2               | Los Mochis | 4 | 1                |                  |                  |  |   |                  |                  |                  |  |
|  | 7               | Navojoa         |                 |            |   |                  |                  |                  |  |   |                  |                  |                  |  |
|  | 2               | Los Mochis      | 4               |            |   |                  |                  |                  |  |   |                  |                  |                  |  |
|  | 2               | Los Mochis      | 4               |            |   |                  |                  |                  |  |   |                  |                  |                  |  |
|  |                 |                 |                 |            |   |                  |                  |                  |  |   |                  |                  |                  |  |

### Primer Play Off
| Equipos                  | JJ | JG | JP | JV  | PCT  |
| ------------------------ | -- | -- | -- | --- | ---- |
| Cañeros de Los Mochis    | 5  | 4  | 1  | -   | .800 |
| Naranjeros de Hermosillo | 6  | 4  | 2  | -   | .667 |
| Algodoneros de Guasave   | 7  | 4  | 3  | -   | .571 |
| Yaquis de Ciudad Obregón | 7  | 4  | 3  | -   | .571 |
| Águilas de Mexicali      | 7  | 3  | 4  | 1.0 | .429 |
| Sultanes de Monterrey    | 7  | 3  | 4  | 1.0 | .429 |
| Venados de Mazatlán      | 6  | 2  | 4  | 2.5 | .333 |
| Mayos de Navojoa         | 5  | 1  | 4  | 3.0 | .200 |

| Avanza a semifinales |

### Semifinales
| Equipos                  | JJ | JG | JP | JV  | PCT  |
| ------------------------ | -- | -- | -- | --- | ---- |
| Cañeros de Los Mochis    | 6  | 4  | 2  | -   | .667 |
| Algodoneros de Guasave   | 6  | 4  | 2  | -   | .667 |
| Naranjeros de Hermosillo | 6  | 2  | 4  | 2.0 | .333 |
| Yaquis de Ciudad Obregón | 6  | 2  | 4  | 2.0 | .333 |

| Avanza a la Final |

### Final
| Equipos                | JJ | JG | JP | JV | PCT  |
| ---------------------- | -- | -- | -- | -- | ---- |
| Cañeros de Los Mochis  | 6  | 4  | 2  | -  | .667 |
| Algodoneros de Guasave | 6  | 2  | 4  | 2  | .333 |

| Campeón |

## Cuadro de honor
| Equipos                  | Posición   |
| ------------------------ | ---------- |
| Cañeros de Los Mochis    | Campeón    |
| Algodoneros de Guasave   | Subcampeón |
| Naranjeros de Hermosillo | 3.º Lugar  |
| Yaquis de Ciudad Obregón | 4.º Lugar  |
| Sultanes de Monterrey    | 5.º Lugar  |
| Águilas de Mexicali      | 6.º Lugar  |
| Venados de Mazatlán      | 7.º Lugar  |
| Mayos de Navojoa         | 8.º Lugar  |
| Charros de Jalisco       | 9.º Lugar  |
| Tomateros de Culiacán    | 10.º Lugar |

## Líderes
A continuación se muestran los lideratos tanto individuales como colectivos de los diferentes departamentos de bateo y de pitcheo

### Bateo
| Categoría               | Individual  | Marca | Colectivo   | Marca |
| ----------------------- | ----------- | ----- | ----------- | ----- |
| Porcentaje              | Por Definir | -     | Por Definir | -     |
| Carreras Producidas     | Por Definir | -     | Por Definir | -     |
| Home Runs               | Por Definir | -     | Por Definir | -     |
| Carreras Anotadas       | Por Definir | -     | Por Definir | -     |
| Hits                    | Por Definir | -     | Por Definir | -     |
| Dobles                  | Por Definir | -     | Por Definir | -     |
| Triples                 | Por Definir | -     | Por Definir | -     |
| Bases Robadas           | Por Definir | -     | Por Definir | -     |
| Slugging                | Por Definir | -     | Por Definir | -     |
| Porcentaje de Embasarse | Por Definir | -     | Por Definir | -     |

### Pitcheo
| Categoría        | Individual  | Marca | Colectivo   | Marca |
| ---------------- | ----------- | ----- | ----------- | ----- |
| Efectividad      | Por Definir | -     | Por Definir | -     |
| Juegos Ganados   | Por Definir | -     | Por Definir | -     |
| Ponches          | Por Definir | -     | Por Definir | -     |
| Juegos Salvados  | Por Definir | -     | Por Definir | -     |
| Juegos Lanzados  | Por Definir | -     |             |       |
| Innings Lanzados | Por Definir | -     | Por Definir | -     |
| Juegos Completos | Por Definir | -     | Por Definir | -     |
| Blanqueadas      | Por Definir | -     | Por Definir | -     |

## Designaciones
| Designación                           | Trofeo             | Ganador                                        | Equipo                                                           |
| ------------------------------------- | ------------------ | ---------------------------------------------- | ---------------------------------------------------------------- |
| Jugador Más Valioso                   | Héctor Espino      | Yasmany Tomás                                  | Cañeros de Los Mochis                                            |
| Pitcher del Año                       | Vicente Romo       | Luis Fernando Miranda                          | Cañeros de Los Mochis                                            |
| Relevista del Año                     | Isidro Márquez     | Elkin Alcalá                                   | Venados de Mazatlán                                              |
| Novato del año                        | Baldomero Almada   | Fernando Villegas                              | Charros de Jalisco                                               |
| Mánager del Año                       | Benjamín Reyes     | Juan Gabriel Castro                            | Naranjeros de Hermosillo                                         |
| Mánager Campeón                       | Francisco Estrada  | José Moreno                                    | Cañeros de Los Mochis                                            |
| Jugador Más Valioso de la Serie Final |                    | Juan Uriarte                                   | Cañeros de Los Mochis                                            |
| Campeón de Bateo                      | Matías Carrillo    | Roberto Valenzuela                             | Sultanes de Monterrey                                            |
| Campeón de Pitcheo                    |                    | Luis Fernando Miranda                          | Cañeros de Los Mochis                                            |
| Campeón de Cuadrangulares             | Ronnie Camacho     | Jesús Castillo Anthony Giansanti Yasmany Tomás | Algodoneros de Guasave Águilas de Mexicali Cañeros de Los Mochis |
| Ejecutivo del año                     | Horacio López Díaz | Joaquín Vega Acuña                             | Cañeros de Los Mochis                                            |
| Gerente del año                       | Abundio Vargas     | Carlos Soto Castro                             | Cañeros de Los Mochis                                            |

## Guantes de Oro
A continuación se muestran a los ganadores de los Guantes de Oro de la temporada.
| Posición | Jugador     | Equipo      |
| C        | Por Definir | Por Definir |
| 1B       | Por Definir | Por Definir |
| 2B       | Por Definir | Por Definir |
| 3B       | Por Definir | Por Definir |
| SS       | Por Definir | Por Definir |
| JI       | Por Definir | Por Definir |
| JC       | Por Definir | Por Definir |
| JD       | Por Definir | Por Definir |
| P        | Por Definir | Por Definir |

## Asistencia de público
Por Definir